# Circuit du Val de Vienne
Pour les articles homonymes, voir Val de Vienne.
Le circuit du Val de Vienne est un circuit automobile situé sur la commune du Vigeant, dans le département de la Vienne, région Nouvelle-Aquitaine, en France. Il a été créé en 1990 par René Monory et a ouvert la même année.

## Description
Ce circuit rapide propose plusieurs tracés dont le plus long fait 3 768 mètres pour une largeur de piste de 11,4 m. Sa configuration intègre plusieurs lignes droites et permet d'atteindre des vitesses élevées, alors que les différentes portions techniques font appel à l'expérience du pilote. Le tracé comprend deux sections de chronométrage.
Propriété de la Communauté de Communes Vienne et Gartempe et géré depuis le 1er janvier 2012 par la SAS Les Deux Arbres, le circuit a bénéficié depuis de la plus importante modernisation de son histoire. La tour de contrôle et les stands présentent désormais les équipements de confort, de puissance électrique et de connectivité indispensables à l'organisation des épreuves. Le centre de contrôle vidéo, les salles de presse et de briefing respectent les standards des circuits internationaux. Le paddock, déjà réputé pour son ergonomie[réf. nécessaire], offre des conditions de travail et de vie satisfaisantes grâce à la distribution électrique généralisée, aux équipements sanitaires et à l'offre de restauration.

## Événements
En 2010, selon le Comité départemental du tourisme, le circuit a accueilli 170 000 visiteurs. C'est le quatrième site touristique le plus visité du département de la Vienne.
Tous les ans, le « Sport et Collection - 500 Ferrari contre le cancer », qui a obtenu l’agrément d’« association de bienfaisance », collecte depuis 1995 des dons destinés aux services de cancérologie du Centre hospitalier universitaire de Poitiers. Le Département est partenaire de cette manifestation au service des maladies du cœur depuis son origine. 